# ボリショイバレエ (競走馬)
ボリショイバレエ(Bolshoi Ballet)とは、アイルランドの競走馬、種牡馬である。主な勝ち鞍は、2021年のベルモントダービーインビテーショナルステークス、2023年のソードダンサーステークス。

## 戦績
2歳時(2020年)
2020年10月にニューマーケット競馬場で行われた未勝利戦にてデビュー。2戦目を4馬身差の圧勝で勝ちあがるとGIクリテリウムドサンクルーに挑んだが5着に敗れて、2歳シーズンを終えた。
3歳時(2021年)
始動戦の愛G3バリーサックスステークスを制すと次走のG3愛ダービートライアルステークスも勝利、重賞を連勝して英ダービーに出走した。前売りでは1番人気に推されたがレース中に怪我を発症し、伏兵アダイヤーの番狂わせを見届ける形で7着に敗れた。しかし、アメリカに遠征して挑んだ次走のベルモントダービーでは、最後の直線でしぶとく加速すると後方勢の追撃を抑えきって勝利しGI初制覇を飾った。なお、このレースの同日には奇しくも父のガリレオが繋養先で死亡しており、亡き父に捧げるGIタイトルとなった。その後は引き続きアメリカに滞在してサラトガダービーに出走するもステートオブレストの4着に敗れる。次走のベルモントパーク競馬場での条件戦でも4着、続くBCターフでも6着に敗れた。その後、アメリカから遠征して挑んだ年末の香港カップでもラヴズオンリーユーの9着に敗れ、計8戦3勝で3歳シーズンを終えた。
4歳時(2022年)
4歳シーズンは脚の故障などで態勢が整わないまま休養が長引き、同年の出走レースはリングフィールドパーク競馬場でのリステッド競走を4着したのみで終わった。
5歳時(2023年)
4月にナヴァン競馬場で行われたリステッド競走で復帰し3着に入るが、5月のG3アストンパークステークスを3着、6月のアスコット競馬場でのリステッド競走を2着となかなか勝ちきれないレースが続いた。7月のキングジョージでは直線で大きく沈み、フクムの6着に敗れた。しかし、3歳シーズンと同様に再びアメリカへ遠征して挑んだ次走のソードダンサーステークスでは、3番手追走から第3コーナーで先頭に並びかけると最後は2着に4馬身の差をつけて圧勝、2021年ベルモントダービー以来となる2度目のGI制覇を飾った。この勝利でブリーダーズカップ・ターフの優先出走権を獲得し、出走が予定されていたがレース3日前に出走が突如取り消された。その後クールモアの公式サイトにて、現役引退とビーチスタッドでの障害用種牡馬への転身が発表された。

## 血統表
| ボリショイバレエの血統 | ボリショイバレエの血統         | ボリショイバレエの血統       | （血統表の出典）             | （血統表の出典） |
| 父系                   | サドラーズウェルズ系           | サドラーズウェルズ系         | サドラーズウェルズ系         | [ § 2 ]          |
| 父 Galileo 1998 鹿毛   | 父の父Sadler's Wells 1981 鹿毛 | Northern Dancer 1961         | Nearctic                     | Nearctic         |
| 父 Galileo 1998 鹿毛   | 父の父Sadler's Wells 1981 鹿毛 | Northern Dancer 1961         | Natalma                      |                  |
| 父 Galileo 1998 鹿毛   | 父の父Sadler's Wells 1981 鹿毛 | Fairy Bridge 1975            | Bold Reason                  | Bold Reason      |
| 父 Galileo 1998 鹿毛   | 父の父Sadler's Wells 1981 鹿毛 | Fairy Bridge 1975            | Special                      |                  |
| 父 Galileo 1998 鹿毛   | 父の母Urban sea 1989 栗毛      | Miswaki 1978                 | Mr.Prospector                | Mr.Prospector    |
| 父 Galileo 1998 鹿毛   | 父の母Urban sea 1989 栗毛      | Miswaki 1978                 | Hopespringseternal           |                  |
| 父 Galileo 1998 鹿毛   | 父の母Urban sea 1989 栗毛      | Allegretta 1978              | Lombard                      | Lombard          |
| 父 Galileo 1998 鹿毛   | 父の母Urban sea 1989 栗毛      | Allegretta 1978              | Antevka                      |                  |
| 母 Alta Anna 2005 鹿毛 | 母の父Anabaa 1992 黒鹿毛       | Danzig 1977                  | Northern Dancer              | Northern Dancer  |
| 母 Alta Anna 2005 鹿毛 | 母の父Anabaa 1992 黒鹿毛       | Danzig 1977                  | Pas De Nom                   |                  |
| 母 Alta Anna 2005 鹿毛 | 母の父Anabaa 1992 黒鹿毛       | Balbonella 1984              | *ゲイメセン                  | *ゲイメセン      |
| 母 Alta Anna 2005 鹿毛 | 母の父Anabaa 1992 黒鹿毛       | Balbonella 1984              | Bamieres                     |                  |
| 母 Alta Anna 2005 鹿毛 | 母の母Anna Edes 1985 鹿毛      | Fabulous Dancer 1976         | Northern Dancer              | Northern Dancer  |
| 母 Alta Anna 2005 鹿毛 | 母の母Anna Edes 1985 鹿毛      | Fabulous Dancer 1976         | Last Of The Line             |                  |
| 母 Alta Anna 2005 鹿毛 | 母の母Anna Edes 1985 鹿毛      | Abbey 1974                   | *ジムフレンチ                | *ジムフレンチ    |
| 母 Alta Anna 2005 鹿毛 | 母の母Anna Edes 1985 鹿毛      | Abbey 1974                   | Almyre                       |                  |
| 母系(F-No.)            | (FN:8)                         | (FN:8)                       | (FN:8)                       | [ § 3 ]          |
| 5代内の近親交配        | Northern Dancer 3×4･4=25.00%   | Northern Dancer 3×4･4=25.00% | Northern Dancer 3×4･4=25.00% | [ § 4 ]          |
| 出典                   | 1. 2. 3. 4.                    | 1. 2. 3. 4.                  | 1. 2. 3. 4.                  | 1. 2. 3. 4.      |

- 主な近親に1993年BCクラシック、イスパーン賞勝ち馬のアルカング、1998年1000ギニーステークス勝ち馬のCape Verdiがいる。